# Балка Короля
Балка Короля (рос. Балка Короля, Б. Попова) — річка в Україні у Великоолександрівському й Бериславському районах Херсонської області. Ліва притока річки Тягінки (басейн Дніпра).

## Опис
Довжина річки приблизно 29,24 км, найкоротша відстань між витоком і гирлом — 24,07  км, коефіцієнт звивистості річки — 1,21 . Формується декількома безіменними балками та загатами. У пригирловій частині річка частково пересихає.

## Розташування
Бере початок на південно-західній стороні від села Дмитренка. Тече переважно на південний захід через село Львівську Отруби, понад селом Високе і на північно-західній околиці села Тягинка впадає у річку Тягінку, праву притоку Дніпра.

## Цікаві факти
- У XIX столітті на річці існувало багато водяних млинів[2].
- Від гирла річки на відстані приблизно 3,12 км у селі Тягинка пролягає автошлях М14[3] (автомобільний шлях міжнародного значення на території України, Одеса — Мелітополь — Новоазовськ — пункт пропуску Новоазовськ, кордон із Росією).